# Kamenec (powiat Rokycany)
Kamenec – gmina w Czechach, w powiecie Rokycany, w kraju pilzneńskim.
1 stycznia 2017 gminę zamieszkiwały 64 osoby, a ich średni wiek wynosił 36,0 roku.